# وباء الطاعون بالمغرب (1799-1800)
عصف وباء الطاعون سنتي 1212 هـ – 1214هـ / 1799-1800م ببلاد المغرب الأقصى. وصفه معاصروه بالطاعون الكبير لأنه كان الأشد فتكا من سابقيه فقد كانت له عواقب اجتماعية وسياسية واقتصادية وخيمة وكاد يفني المغاربة حيث فقد جراء هذا الوباء ما بين الربع والنصف من مجموع السكان. إلا أن المخزن كان هو المستفيد الوحيد منه، حيث ساعد الوباء في دعم جهود المولى سليمان في ترسيخ سلطته، وذلك بإضعاف قبائل عبدة ودكالة المتمردة وخلّصه من خصومه، فإخوته المولى هشام والمولى الحسين والمولى عبد الرحمن الذين نازعوه على الحكم لمدة ست سنوات، لقو حتفهم بهذا الوباء. بالإضافة لتكدس الأموال في خزينة المخزن وحل مشاكله المالية باستيلائه على أملاك العائلات الهالكة لدرجة عجز موظفي المخزن عن جمع تلك الأموال. لكن ساهم الوباء من جهة أخرى في إضعاف المخزن جراء هلاك العديد من الموظفين الأكفاء والفقهاء والعلماء، الأمر الذي فتح الباب أمام جيل جديد من الأطر والمثقفين، وجد المولى سليمان صعوبة في التواصل معهم.

## تاريخ
تسرب وباء الطاعون الدملي عبر الحدود الشرقية قادما من الجزائر العثمانية ، فظهرت أول أعراضه بالمغرب بمنطقة الريف ومنها انتقل إلى فاس ونواحيها. أما جنوب البلاد فقد وصله الوباء عن طريق حركات الجيش. حيث قرر المولى سليمان إرسال الجيش نحو أسفي وعبدة ليضمن ولائها ويبعد خطر أخيه مولاي هشام الذي استقر بها تحت حماية الرجل القوي عبد الرحمان بن ناصر، وكانت الأوامر الإتيان به إلى السلطان لكنه فضل إرسال بيعته عبر رسالة محتجا بالمرض.
لم يعمل المولى سليمان بنصائح سفراء الدول الأوربية بطنجة الذين رأو في الحجر الصحي خير وقاية، معتبرا هذه الإجراءات الوقائية أمرا مخالفا للشرع. كما ساعد على انتشار الوباء ضعف المحاصيل الزراعية لسنتي 1798 - 1799م جراء اكتساح الجراد فمهد الجوع الطريق أمام الوباء ليرتع في أجساد الناس.
خلال هذه الحركة كان عدد كبير من جيشي العبيد والوداية مصابين بالوباء، فساهمت هذه الحركة في انتقال المرض من فاس إلى الرباط والمناطق الساحلية. زادت تنقلات السلطان عبر السهول الأطلسية الجنوبية من سرعة تفشي الوباء، وهو الأمر الذي جعل السلطان محل انتقاد من طرف معاصريه نظرا لانعدام الحاجة الملحة لذلك. ويصف أبو العلاء إدريس الجعيدي هذه التحركات في مؤلفه الإبتسام عن دولة ابن هشام بأنه «لم يكن لسفره دليل ولا موجب».
بلغ الوباء ذروته في شهر أبريل من سنة 1799م بكل من فاس ومراكش، حيث وصل عدد الوفيات، في الفترة الممتدة بين أبريل ويوليو من نفس السنة، في فاس 1000 في اليوم الواحد. حتى عجز الناس عن دفن موتاهم فلجأوا إلى المقابر الجماعية. في مراكش بلغ فيها عدد الموتى 1800 في اليوم عجز سكانها عن دفن الموتى رغم توظيف مائة شخص لجمع الجثث من الأزقة.
في يناير 1800م أرسل كارلوس الرابع ملك إسبانيا طبيبا خبيرا إلى المغرب مصحوبا بأدوية استجابة لطلب السلطان مولاي سليمان.
بحلول فصل الصيف تراجعت حدة الوباء وتقلص عدد الضحايا بشكل ملحوظ. وسرعان ما عاد الوباء لنشاطه من جديد بحلول فصل الخريف. لم يتأثر الشمال بالوباء إلا خلال فصل الربيع من سنة 1800م. ففي تطوان لم يظهر الطاعون إلا في فبراير من نفس السنة. وفي مارس ارتفع عدد الضحايا ليصل 20 في اليوم، ليصل في أبريل إلى ما بين 130 و150 ضحية في اليوم. وفي طنجة فلم تتجاوز عدد الخسائر البشرية 30 في اليوم. كان للوباء آثار بليغة على التجارة الخارجية.
انتقل المرض إلى جنوب إسبانيا مخلفا أكثر من 7000 ضحية في قادس، وفي إشبيلية سُجِّلت 14,685 ضحية بشكل رسمي، ولكن يبدو أن العدد الحقيقي كان أقرب من 30,000 ضحية. وكان للتشدد الديني المسيحي دوره في ارتفاع عدد الضحايا بإشبيلية، حيث طالب القساوسة بتجمع السكانة بالكنائس الكبيرة من أجل الصلاة والدعاء لإبعاد المرض فنتج عن ذلك انتشار المرض بشكل فجيع.
وبانتهاء سنة 1800م كانت البلاد قد تخلصت من الطاعون، لكن آثاره ظلت بادية على مظاهر الحياة.